# Tutupaca
Le Tutupaca est un volcan du Pérou. Il est situé dans la région de Tacna, au sud du pays. Il culmine à 5 815 mètres d'altitude.